# Noora Fagerström
Noora Fagerström, född 1985 i Helsingfors, är en finländsk företagare och politiker (Samlingspartiet). Hon är ledamot av Finlands riksdag sedan 2023. Hon blev känd som grundaren av smoothiebarkedjan Jungle Juice Bar som efter att ha gjort framgång i Finland expanderade år 2017 även till Sverige.
Fagerström blev invald i riksdagen i riksdagsvalet 2023 med 6 545 röster från Nylands valkrets.